# هيراكليس إنكسبيكتاتوس
هيراكليس إنكسبيكتاتوس (الاسم العلمي: Heracles inexpectatus) (أو الببغاء الهرقلي غير المُتوقع) هو نوعٌ أحفوريٌ لببغاءٍ عملاق في نيوزيلندا. نُسب إلى جنس هيراكليس (Heracles) أحادي النمط، والذي عاش في العصر الميوسيني المُبكر قبل حوالي 16-19 مليون عام تقريبًا. وُصف هذا النوع من مستحاثاتٍ اكتُشفت عام 2008 في سانت باثنس في أوتاغو في نيوزيلندا. يُعتقد أن طوله أثناء الوقوف يصل إلى حوالي 1 متر (3 قدم 3 بوصة)، أما وزنه فيبلغ حوالي 7 كجم (15 رطل). تُشير التحليلات الأولية أنَّ فصيلته العليا هي ببغاء نيوزيلاند (Strigopoidea)، والتي تتكون من 3 أجناسٍ مؤكدةٍ من البغاوات: كاكا، وكاكابو، ومستحاثة نيليبستاكيس.
يُحتمل بأنَّ هذا النوع غيرُ قادرٍ على الطيران، ويمتلك منقارًا قويًا يُمكن فتحه أكثر من الببغاوات الأُخرى. رُبما يستعمل منقاره القوي لتسلق الأشجار بشكلٍ مشابه للكاكابو. يُعتبر هذا الببغاء أكبر ببغاءٍ معروف الوجود.

## التصنيف
نشرت عام 2019 وصف لنوع وجنس جديدين، هيراكليس إنكسبتاتوس. أجريت الأبحاث حول هذا الاكتشاف من قبل تريفور ورث، وسوزان هاند، ومايك آرشر، آر. بول سكوففيلد، وفانيسا إل. دي بييتري. تم الاعتراف بدور آلان تينيسون ومكتبة تاهيتي في هذا الاكتشاف في تصحيح نُشر عام 2021.

### اكتشاف "سكواكزيلا": من عظام النسر إلى الببغاء العملاق

#### أدلة الأحافير:
- هيراكليس إنكسبتاتوس تم تحديده بناءً على عظمين غير مكتملين للساق (الظنبوب)، أحدهما أيمن والآخر أيسر، يُرجح أنهما من نفس الفرد. تم العثور على هذه العظام في عام 2008 بالقرب من سانت باثانس، نيوزيلندا.
- يُعد العظم الأيسر هو النوع النمطي، وهو العينة المرجعية الرسمية للنوع.
- تم الخلط بين العظام في البداية مع عظام نسر، لكن طالب دكتوراه في جامعة فلندرز أدرك شكلها المميز، مما دفع إلى إجراء مزيد من التحقيقات.[6]

#### تسمية العملاق:
- اسم الجنس: "هيراكليس" يشير إلى الجنس السابق نيليبسيتاكوس، أيضًا من فقاريات سانت باثانس. يشير Nelepsittacus إلى ملك أسطوري نيليوس، قتله البطل اليوناني هيرقل، الذي قتل أيضًا جميع أبناء نيليوس باستثناء Nestor.
- اسم النوع: "إنكسبتاتوس" يشير إلى دهشة الباحثين عند اكتشاف مثل هذا الببغاء العملاق من العصر الميوسيني.

#### سكواكزيلا تحلق:
- الاسم الشائع: "سكواكزيلا" هو مزيج مرح من "سكواك"، وهو اسم علىomatopoeic لأصوات الببغاوات، و"-zilla"، وهو لاحقة تشير إلى الحجم الهائل، مستوحى من الوحش العملاق الخيالي Godzilla.

## الوصف
أكبر الأنواع المعروفة من فصيلة الببغاوات، والتي تضم الببغاوات الحديثة والكوكاتو، ويقدر طولها بنحو متر واحد، وكتلة جسمها سبعة كيلوغرامات، ويُفترض أنها كانت غير قادرة على الطيران، وكانت تعيش على الأرض وربما كانت تعيش على الأشجار. وقد لوحظت العملقة الجزيرية في رتب أخرى من الطيور، وخاصة في نيوزيلندا وفيجي، لكن هذا النوع يتجاوز نسب أي نوع موجود أو متحجر من رتبة الببغاوات. وكان الرقم القياسي المعروف سابقًا للحجم هو السداف الشجري والليلي، وهو طائر الكاكابو في نيوزيلندا الحديثة.
وقد ترسبت العظام المتحجرة في مجموعة غنية ومختلطة من بقايا الحيوانات، بما في ذلك الأنواع الكبيرة الأخرى من الطيور مثل الموا، والأناتيدس والنسر، والتي عادة ما تكون عظامها مجزأة. إن المادة النوعية لهيراكليس إنكسبيكتاتوس هي أطول دليل جرى الحصول عليه في الموقع، والذي نادرًا ما ينتج حفريات أطول من 100 مليمتر. وحدد وقت الترسيب منذ ستة عشر إلى تسعة عشر مليون سنة، في منطقة مرتبطة بنظام بحيرات المياه العذبة، في غابة رطبة تهيمن عليها أنواع السيكاديات والنخيل والكزوارينة، جنبًا إلى جنب مع مجموعة متنوعة من الطيور الأخرى. يبدو أن النوع احتل مكانة في بيئة المنطقة، الخالية من الثدييات، مما أكسبه العملقة الجزيرية التي أظهرتها بعض أنواع الطيور الأخرى في المنطقة.